# Charles Deburau
Pour les articles homonymes, voir Deburau.
Jean Charles Deburau, né le 15 février 1829 à Paris (ancien 6e arrondissement) et mort le 18 décembre 1873 à Bordeaux, est un mime français.
Il est le fils et successeur du légendaire Jean-Gaspard Deburau, immortalisé sous le nom de « Baptiste » dans le film de Marcel Carné Les Enfants du paradis (1945). Après la mort de son père en 1846, Charles maintint vivant la pantomime au théâtre des Funambules, puis, à partir de la fin des années 1850, dans des théâtres à Bordeaux et à Marseille. On lui attribue habituellement la fondation d'une « école méridionale » de pantomime ; il a en effet contribué à la formation du mime marseillais Louis Rouffe, lui-même formateur de Séverin Cafferra, connu simplement sous le nom de Séverin. Mais leur art a aussi été nourri par celui d'autres mimes, notamment celui du rival de Charles, Paul Legrand, et par d'autres aspects de la pantomime du début du XIXe siècle étrangers à la tradition des Deburau.

## Biographie

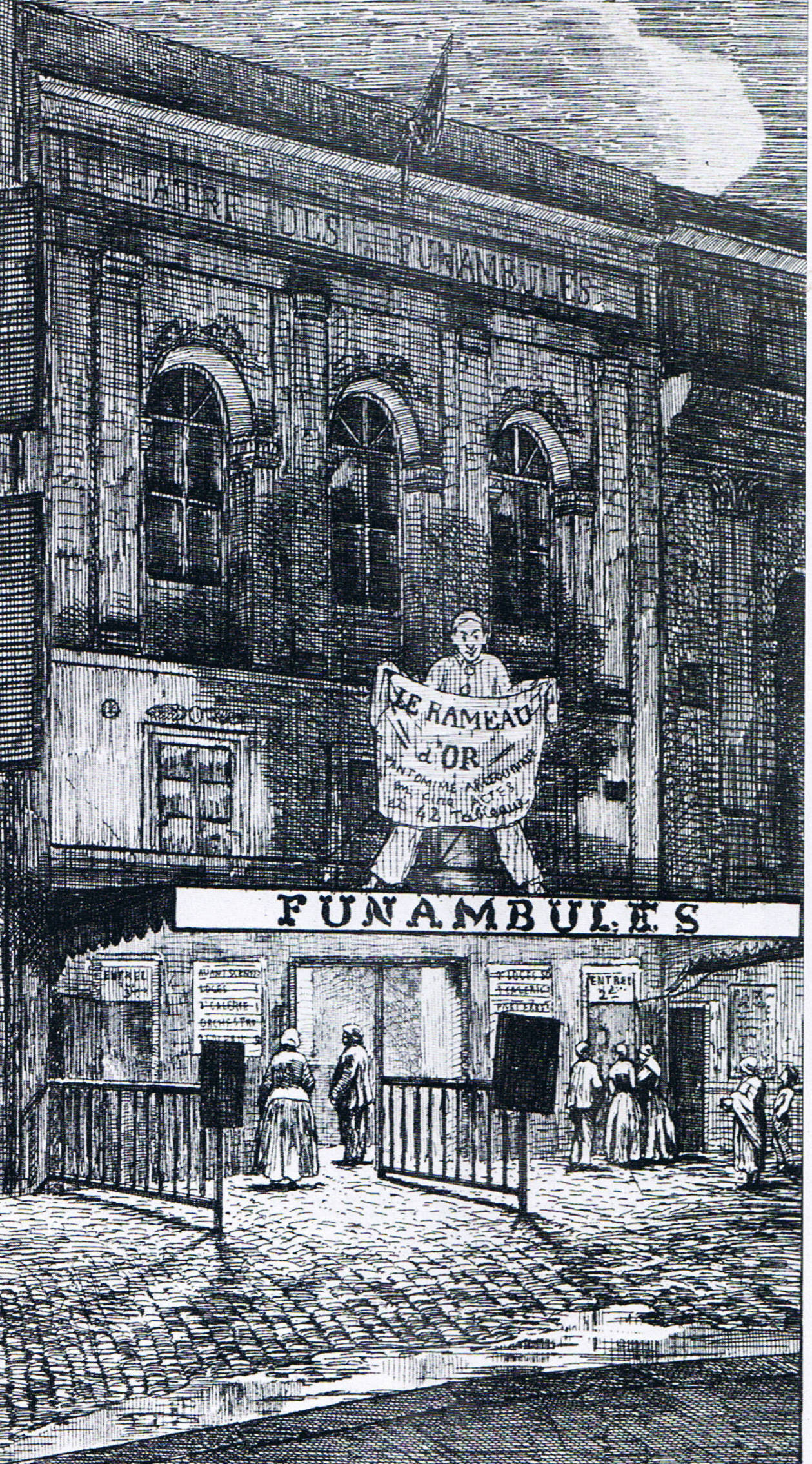
Le théâtre des Funambules sur le boulevard du Temple à Paris l'année de sa disparition (1862). Deburau y joue Le Rameau d'Or.

Sa mère est Louise Eudoxie Boucher, une fleuriste de Paris née en 1805. Deburau père, souffrant de la dureté du métier, découragea son fils de se lancer dans la carrière théâtrale. Il le plaça d'abord chez un horloger, puis dans une entreprise spécialisée dans la peinture sur porcelaine. Charles se montra indifférent à ces deux professions. À la mort de son père le 17 juin 1846, son tuteur, le directeur des Funambules Constant Billon (1796-1856), lui proposa de reprendre le rôle de celui-ci, Pierrot, après des essais dans des rôles mineurs : il fit ses débuts officiels en novembre 1847  dans Les Trois Planètes, ou la Vie d'une rose, une « grande pantomime-arlequinade-féérie » dans le style de son père, avec des personnages surnaturels opposés, des talismans, des scènes à grand spectacle et la conquête de Colombine par Arlequin.
Malheureusement, les débuts de Charles Deburau coïncidèrent avec le moment où un autre Pierrot, Paul Legrand, commençait lui-même à se faire une réputation aux  Funambules ; Charles n'avait été engagé que pour remplacer celui-ci, pendant qu'il se produisait à l'Adelphi Theatre de Londres. Au retour de Paul Legrand, Charles et lui se retrouvèrent rivaux, rivalité qui ne prit fin qu'avec le départ de Legrand en 1853. Deux ans plus tard, Charles accepta lui-même une place aux Délassements-Comiques, et il ne revint aux Funambules qu'en 1862, dans ses deux dernières pantomimes, Le Rameau d'Or et Les Mémoires de Pierrot : le théâtre fut ensuite détruit, victime des transformations de Paris sous le Second Empire.
Charles ne réussit guère à Paris. Selon Paul Hugounet, son contemporain et premier biographe, il quitta les Délassements-Comiques un an après son engagement, en procès avec son directeur. L'année suivante, en 1858, il reprit la Salle Lacaze (aujourd'hui Théâtre Marigny) sous le nom de Théâtre Deburau, mais ce fut un échec et en 1859, il dut partir en tournée en province pour rembourser ses dettes. Après son passage aux Funambules en 1862, sa dernière tentative dans la capitale eut lieu en 1865, quand il signa avec les Fantaisies-Parisiennes, qui étaient alors codirigées par l'écrivain  Champfleury, enthousiaste de la pantomime. Champfleury écrivit à cette occasion sa dernière pantomime, La Pantomime de l'avocat, et bien qu'elle ait été louée par Théophile Gautier et ses proches, l'engagement de Charles fut annulé moins de quatre mois après son début. « L'accueil moins que tiède accordé jusque-là à la pantomime convainquit l'administration des Fantaisies-Parisiennes d'abandonner le genre à peu près à cette époque », selon L.-Henry Lecomte, principal historien de ce théâtre.
Ce fut à l'étranger (notamment en Égypte pendant dix mois en 1859) et en province que Charles Deburau rencontra le succès. Les Alcazar de Bordeaux et Marseille lui réservèrent en particulier un accueil marqué. Il passa deux ans à l'Alcazar de Bordeaux au retour de sa tournée égyptienne. De 1867 à 1869, il joua à l'Alcazar de Marseille, où un jeune disciple de Pierrot, Louis Rouffe, le vit pour la première fois. Rouffe devint son élève quand Deburau accepta la direction de l'Alcazar de Bordeaux en 1871, donnant naissance à l'« école méridionale » de la pantomime.
Charles Deburau avait toujours souhaité être plus qu'un simple interprète. Selon Hugounet, il rêvait de devenir professeur de mime au Conservatoire de Paris ou à l'Opéra de Paris. Mais sa mort encore jeune à Bordeaux au 2 rue Montméjean le 18 décembre 1873, ne lui permit pas de réaliser cette ambition.
Il est enterré au cimetière d'Anet (Eure-et-Loir),.

## La pantomime

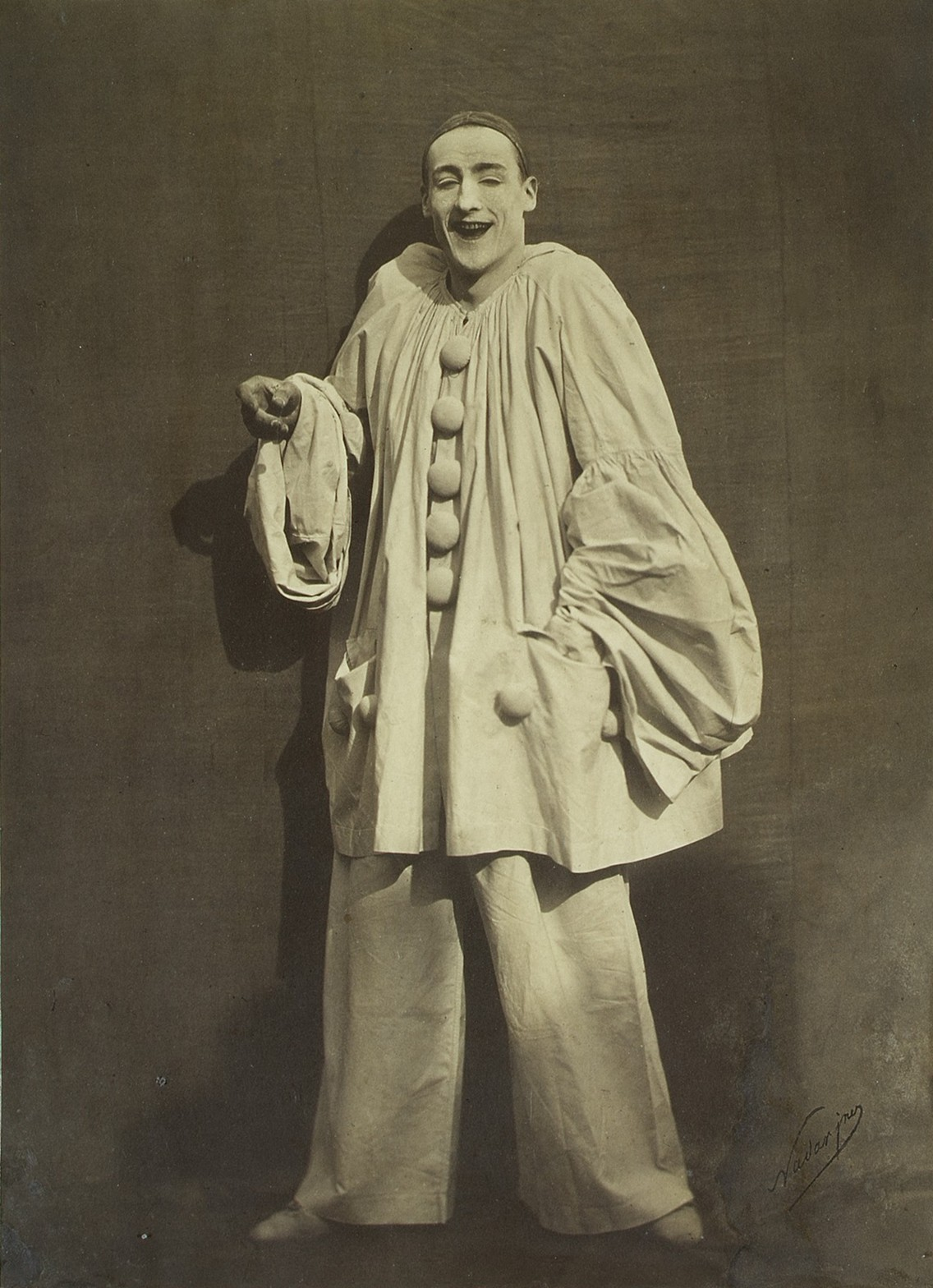
Adrien Tournachon, dit Nadar jeune : Charles Deburau en Pierrot, photographie de 1855.

Il était inévitable que Charles Deburau soit comparé à son père. Théophile Gautier semble résumer l'opinion, lorsqu'il écrit en 1858 dans Le Moniteur universel que « le fils rappelle le père... mais sans imitation servile » :

« Le masque est le même en apparence, comme ce doit être pour un personnage traditionnel ; pourtant un esprit entièrement original adresse ses grimaces au travers. Deburau est jeune, mince, élégant ; ses traits sont délicats et distincts, ses yeux expressifs — et sa bouche petite, qu'il sait étendre pour avaler les plus grosses bouchées, possède une sorte de dédain moqueur, un mépris anglais, qui est très piquant. L'agilité d'un clown anime ce corps gracieux, aux membres délicats, sur lequel la bouse blanche avec ses gros boutons flotte librement ; il se déplace avec facilité, souplesse et grâce, marquant sans effort le rythme de la musique… »

Sa technique était universellement appréciée, habituellement par comparaison avec celle de son rival Paul Legrand. Dans un article du Figaro de 1855, William Busnach déclare froidement Legrand, « en tant que mime, inférieur à Debureau  [sic] fils. » Gautier fait preuve de plus de tact, mais sa critique est la même : « Deburau possède le masque le plus précis, la technique la plus nette, la jambe la plus vivante. »
Pourquoi Charles Deburau a-t-il donc échoué à trouver son public à Paris ? La réponse est peut-être liée au succès de Legrand. Celui-ci avait créé un Pierrot entièrement différent de ceux des Deburau père et fils. Pour le critique Taxile Delord, écrivant dans Le Charivari, le Pierrot de Legrand semblait élégamment (quoique déplorablement) « moderne ». « La vieille pantomime n'existe plus ; nous avons maintenant un… néo-Pierrotisme, si une telle expression est possible » :

« Pierrot ne se satisfait pas de susciter le rire : il appelle aussi les larmes : l'époque le demande, nous sommes devenus extrêmement sensibles, nous voulons que Pierrot ait une vieille mère, une douce fiancée, une sœur à sauver des griffes d'un séducteur. Le Pierrot égoïste, paresseux, glouton et couard de jadis offense l'exquise sensibilité des jeunes générations : il leur faut un Pierrot-Montyon. »

Elles le trouvent, écrit-il, en Legrand, et dans son Pierrot, « le grand mariage du sublime et du grotesque dont avait rêvé le romantisme a maintenant été réalisé... ». Car aux Folies-Nouvelles de Legrand, « on oscille tour à tour entre la tristesse et la joie ; des éclats de rire s'échappent de chaque poitrine ; des larmes d'attendrissement imbibent chaque bâton de sucre d'orge. »
Par contraste, la pantomime de Charles Deburau apparaissait vieillotte : il n'avait apparemment aucun désir de s'éloigner de la conception de Pierrot de son père. Malheureusement, une fois qu'il eut quitté le Théâtre des Funambules, il ne disposa plus des ressources pour attirer l'intérêt du public : la scène des Funambules avait été spécialement conçue pour ce que Champfleury appelait « la plus grande et la plus ambitieuse » (ainsi que la plus populaire) des pantomimes du répertoire de Jean-Gaspard : la « pantomime-féerie ». Elle possédait trois trappes, « ni plus ni moins que celle de l'Opéra », comme Théodore de Banville l'écrit dans ses Souvenirs, « une disposition qui permettait les changements de décor, les transformations, la constante variété d'une vision sans cesse métamorphosée pour le plaisir des yeux et le contentement du cœur. » La pièce spectaculaire avec laquelle Charles y avait débuté se déroulait dans un tel pays enchanté : Les Trois Planètes, ou la Vie d'une rose était une « grande pantomime-arlequinade-féérie » comportant « trois parties et douze changements de décor, mélés de danses et de travestissements, avec de somptueux costumes. » Un coup d'œil au volume de pantomimes publié par Émile Goby en 1889, Pantomimes de Gaspard et Ch. Deburau, ne révèle rien d'aussi ambitieux. On y découvre au contraire ce qui constituait selon Adriane Despot l'ordinaire du théâtre de Jean-Gaspard : « de petites aventures légères, futiles, enrichies de danses comiques, de combats ridicules et d'affrontements dans un cadre domestique ou en tous cas banal. » Mais la collection de Goby ne représente pas tant les pantomimes de Jean-Gaspard que celles de Charles (ou les versions de Charles des précédentes). Comme le note Champfleury dans la préface de ce volume, celui-ci reproduit seulement « un répertoire facile à jouer durant des pérégrinations dans les provinces. » Jean-Gaspard n'avait jamais joué en province, alors que Charles s'y produisit fréquemment. Pour s'assurer ces engagements, il devait voyager léger et s'adapter aux théâtres mis à sa disposition : même s'il avait voulu les exploiter, il y avait fort peu d'équipements permettant des effets spectaculaires sur les scènes françaises en dehors de Paris.
En conséquence, il édulcora un répertoire déjà trop familier, au moins pour le public parisien. (Pour les provinciaux, il constituait une distraction bienvenue, même merveilleuse.) Autre conséquence, il dut s'aventurer lui-même dans des terrains dramatiques pour lesquels ses talents n'étaient pas tout à fait adaptés. La Pantomime de l'avocat de Champfleury, dernière du recueil de Goby, est typique de ses pantomimes d'après-Funambules. Elle se déroule dans un « cadre banal », le bureau d'un avocat, où se déroule « une petite aventure légère ». Pierrot est l'assistant de Cassandre, un avocat, et est amoureux de Colombine. Comme Cassandre est absent presque toute la pièce, la pantomime n'est guère plus que le véhicule d'un badinage amoureux, tendre et comiquement affecté. C'est en fait un véhicule idéal pour le mime pour lequel Champfleury avait écrit ses premières pantomimes : Paul Legrand.
Car si Charles dépassait clairement son rival pour la netteté du jeu et la vivacité des jambes, Legrand était pour sa part supérieur quand il s'agissait de comédie sentimentale. Le masque de Charles était « précis », mais l'art de Legrand était, selon Gautier, « plus consommé, plus complet, plus varié. » Lorsque, rarement, leurs Pierrots se trouvaient sur la même scène, comme ce fut deux fois le cas dans leurs premières années aux Funambules, Charles jouait le Pierrot « drôle » ou « malin », Paul le Pierrot sincère et sensible, qui ne déclenchait pas seulement les rires, mais aussi les larmes. La Pantomime de l'avocat semble avoir été écrite en pensant à ce dernier Pierrot.

## Son «école»

### Louis Rouffe

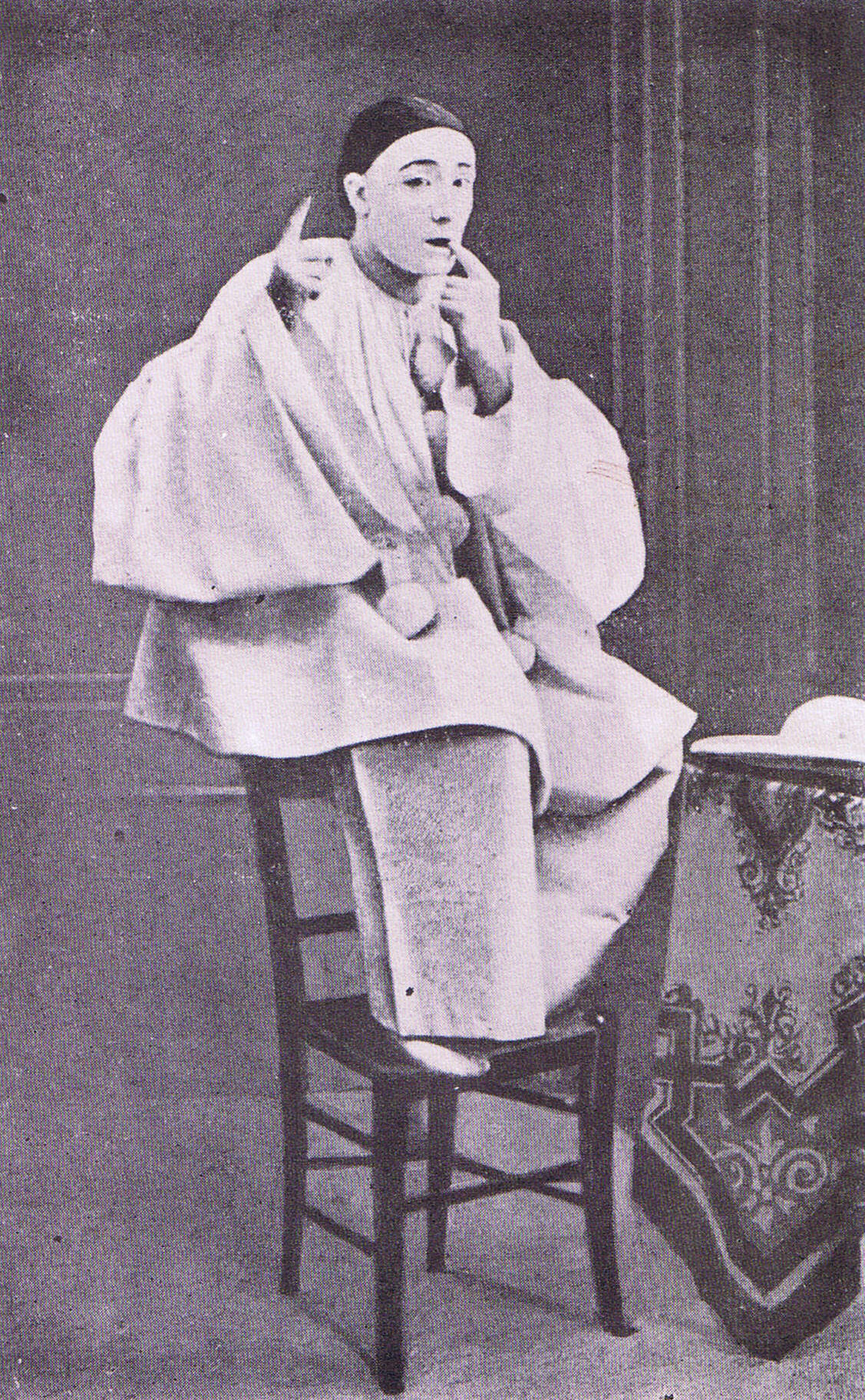
Louis Rouffe en Pierrot vers 1880.
(photo publiée dans L'Homme blanc de Séverin en 1929).

L'influence de Charles Deburau sur la carrière du marseillais Louis Rouffe (1849–85) est encore en partie objet de spéculations. Mort plus jeune que lui, à seulement trente-six ans, et n'ayant jamais pu jouer à Paris, Rouffe est une figure discrète de l'histoire de la pantomime en France, qui n'a pas joui de la célébrité de ses prédécesseurs parisiens. Contrairement à Charles Deburau, il n'a laissé aucune œuvre imprimée, et contrairement à son élève Séverin, il n'a pas vécu assez longtemps pour écrire ses mémoires. Mais le peu qu'on en connaît suggère un esprit indépendant, plus proche de Legrand que de Deburau fils. Selon Hugounet, Rouffe était déterminé à ce que « son art ne reste pas emprisonné dans les liens de la tradition. Il se fixa lui-même la tâche de l'élargir et de le faire entrer dans le courant de la perception moderne, réalisant ainsi le programme tracé par Champfleury dans son livre sur les Funambules. » Hugounet poursuit en remarquant que l'œuvre de Rouffe était une « réponse éloquente, quoique muette, à Francisque Sarcey, qui reprochait à Paul Legrand son désir d'exprimer dans la pantomime ce qui se trouvait en dehors de son domaine — des idées. » Comme Legrand, Rouffe jouait souvent dans le costume de son personnage, abandonnant la blouse et les pantalons blancs de Pierrot. Tout ceci suggère à Hugounet que, bien qu'il ait été l'élève de Charles Deburau, Rouffe a pu être plus impressionné par Legrand, qui avait joué à l'Alcazar de Bordeaux de 1864 à 1870. Et la carrière de l'élève de Rouffe Séverin Cafferra (ou simplement Séverin, comme il préférait) représente une trahison des traditions de la pantomime de Charles par encore d'autres aspects.

### Séverin

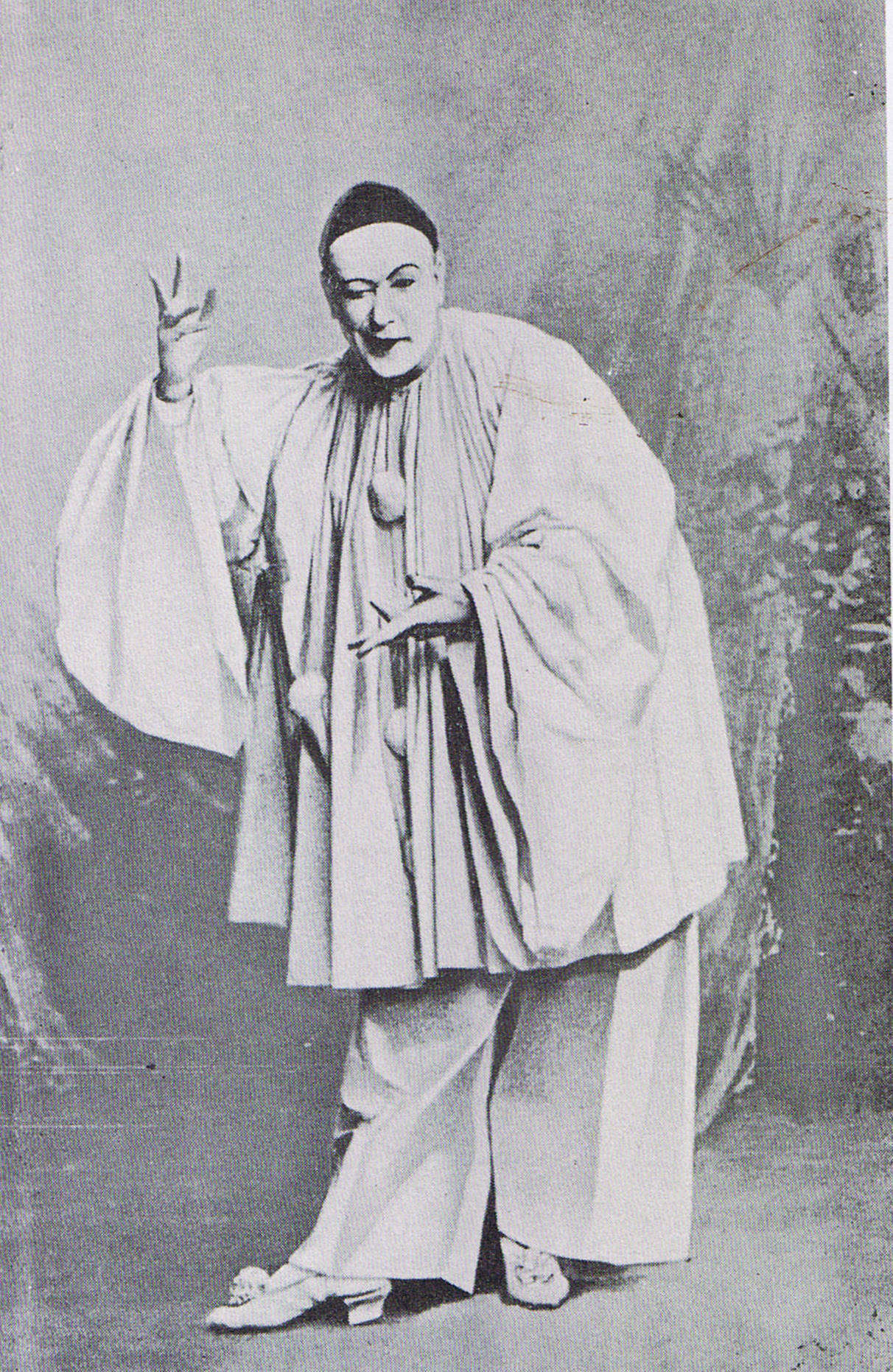
Séverin en Pierrot vers 1896, photographie publiée dans son livre L'Homme blanc en 1929.

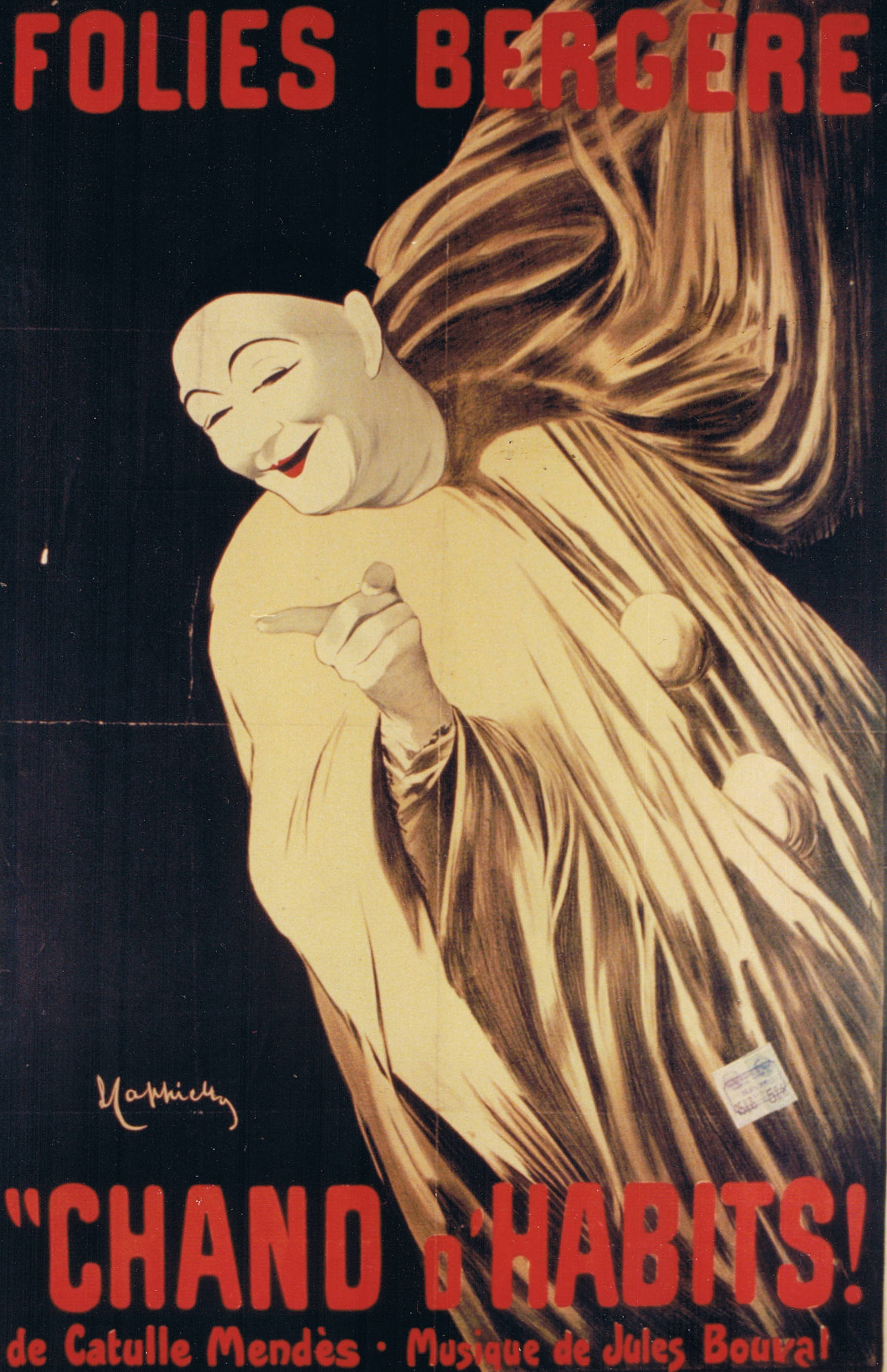
Affiche d'Happichy pour Chand d'habits ! de Catulle Mendès (1896).

Lorsque Séverin Cafferra (Ajaccio 19 mai 1863–Sauveterre 10 juin 1930) montra pour la première fois son art déjà affirmé à Paris en 1891, il le fit dans la pantomime Pauvre Pierrot, ou Après le bal, qui se termine par la mort de Pierrot. Il semble avoir considéré ce début comme audacieux : son public à Marseille avait manifesté une certaine réticence à ce dénouement avant de décider à applaudir la pièce (Charles Deburau l'aurait considéré comme une hérésie.) Mais Séverin tenait à trouver sa propre voie avec le personnage de Pierrot : il avait été ennuyé, après la mort de Rouffe en 1885, d'être félicité pour avoir ressuscité l'esprit de son maître sur scène. « Je voulais être moi (écrit-il dans ses Souvenirs) ; je commençai à écrire des pièces (par moi-même) ». Ses innovations lui donnèrent satisfaction : « Désormais (après Pauvre Pierrot), Pierrot pouvait souffrir et même mourir, comme tout être humain. »
Mais le sort de son héros n'était pas aussi nouveau que Séverin l'implique. Pierrot était mort avec fracas beaucoup plus tôt dans le siècle, quand Théophile Gautier, amoureux résolu de la pantomime, et particulièrement de celle de Gaspard Deburau, avait inventé une pièce aux Funambules, dont il avait ensuite fait la « critique » dans la Revue de Paris du 4 septembre 1842. (Cette « critique » fut quelques semaines plus tard transformée en une vraie pantomime, Marrrchand d'habits!, par un librettiste anonyme des Funambules.) Pierrot, amoureux d'une duchesse, plante une épée dans le dos d'un colporteur et lui dérobe son sac de vêtements. Vêtu de ses plus beaux atours, il fait la cour à la duchesse et l'épouse. Mais pendant les noces, le fantôme de sa victime s'élève du sol, attire à lui Pierrot pour une danse et l'empale sur la pointe de l'épée. Pierrot meurt au baisser de rideau. C'est le premier Pierrot indiscutablement tragique de l'histoire. (Gautier avait évidemment pensé au drame « élevé » : il avait titré sa « critique » Shakspeare [sic] aux Funambules, évoquant le souvenir de Macbeth, et il s'attendait à ce que ses lecteurs français se souviennent de la fin du Dom Juan de Molière — et peut-être du Don Giovanni de Mozart — où la statue du commandeur rend visite à son assassin.) La « critique » de Gautier fut beaucoup admirée des lettrés et joua un rôle important dans l'évolution du personnage de Pierrot vers la création larmoyante et sentimentale de Paul Legrand. (Legrand lui-même déplorait une telle conception, ne tolérant « le macabre, le terrible » que « par accident, rapidement évacué par la féérie et le rêve », comme il le déclara à Paul Margueritte.)
Un écrivain profita particulièrement de la pièce, l'officier de marine Henri Rivière. En 1860, il publia Pierrot, un petit roman dans lequel un jeune mime, Charles Servieux, conçoit son Pierrot comme un « ange déchu ». Après avoir vu un soir jouer Deburau père (ou plutôt un Deburau vu à travers "Shakspeare aux Funambules"), Servieux commence à échafauder en lui « un génie du mal, grandiose et mélancolique, d'une séduction irrésistible, cynique un instant et clownesque le suivant — afin de s'élever lui-même encore plus haut après sa chute. » La nouvelle méchanceté de Pierrot est mis à bon usage quand Colombine devient trop familière avec Arlequin : Pierrot décapite son rival au cours d'une pantomime, avec une lame aiguisée au lieu du sabre en carton habituel.
Le jeune Paul Margueritte, un aspirant mime, dont le cousin Stéphane Mallarmé avait chanté les louanges de Legrand et de Deburau fils, tomba un jour sur le roman d'Henri Rivière, qui enflamma son imagination. Deux lignes de la pièce de Théophile Gautier Pierrot posthume (1847) lui donnèrent une intrigue —« L’histoire d’un mari qui chatouilla sa femme / Et la fit, de la sorte, en riant rendre l’âme. »— et son Pierrot, assassin de sa femme (1881) était né. Comme le Pierrot de Shakspeare aux Funambules et celui Rivière, l'anti-héros de Margueritte est un meurtrier, bien que plus original : pour ne pas laisser de traces de son crime, il chatouille la plante des pieds de Colombine jusqu'à ce qu'elle meure de rire. Pourtant, comme ses prédécesseurs, il est cruellement puni : alors qu'il se met au lit, ivre, après avoir accompli son forfait, il met feu à sa literie et, les pieds dansants comme ceux de sa femme, il périt dans les flammes.
Margueritte envoya des copies de sa pantomime à plusieurs écrivains, dont il espérait qu'il le remarqueraient ; il la joua à de nombreuses endroits — particulièrement devant Edmond de Goncourt et d'autres célébrités lors d'une soirée chez  Alphonse Daudet — et en 1888 André Antoine la produisit sur la scène du Théâtre Libre. Au début des années 1880, le décadentisme prenait de l'importance en France et le Pierrot de Margueritte (et d'autres comme lui) était à l'avant-garde du mouvement. Le terrain était donc largement préparé pour le Pauvre Pierrot de Séverin.
Séverin devait connaître certains ces développements, certainement Shakspeare aux Funambules (ou la pantomime qui en avait découlé), et peut-être le Pierrot de Margueritte. Charles Deburau avait apparemment joué très peu de rôle dans tout cela. Après avoir inspiré le jeu de Louis Rouffe, inspirateur à son tour de celui de Séverin, il disparait du scénario de leurs pantomimes, auquel l'esprit du temps imprime des directions qu'il n'aurait pu imaginer, et probablement pas encourager. Peu de traces de son art sont visibles dans Pauvre Pierrot, moins encore dans les pantomimes suivantes de Séverin. Les années 1890 (ou certains de leurs aspects que Séverin souhaitait exploiter) avaient peu de sympathie pour la figure naïve et innocente créée par les Deburau père ou fils. Ce qui leur plaisait, c'était ce qui avait visité l'imagination presciente de Gautier un demi-siècle plus tôt, quand il avait osé concevoir un Pierrot meurtrier et mortel. Il semble alors presque inévitable que Séverin ait joué en 1896 Chand d'habits!, une nouvelle pantomime de Catulle Mendès (gendre de Gautier), dérivée elle aussi de Shakspeare aux Funambules.

## Postérité
Marié à Tours (Indre-et-Loire) le 1er juillet 1857 avec Marie Eugénie Goby (née à Alger en 1839), Charles Deburau aura deux filles :
- Marie Joséphine, née le 5 avril 1859[54] à Paris (ancien 6e) et décédée le 19 mars 1886[55] à Paris 9e,
- Marie Charlotte, née le 14 novembre 1861[56] au n°11 de la rue de Malte à Paris 11e. Cette dernière épousera le 27 octobre 1882[57] à Anet (Eure-et-Loir), Émile Ris, procureur de la République au tribunal de Première Instance de Montdidier puis successivement Président du Tribunal Civil de Chinon, de Tulle et de Nevers, Chevalier de la Légion d'Honneur en 1913[58]. D'eux nait un fils, Jean, le 22 août 1883[59] au 5 rue du Pressoir à Montdidier (Somme). Il sera plusieurs fois blessé pendant la Première Guerre mondiale et recevra plusieurs citations pour son courage et sa bravoure, ainsi que la Médaille Coloniale et la Croix-de-Guerre avec palmes et étoiles en bronze.

De son côté, Marie Eugénie Goby se mariera en secondes noces le 11 août 1883 à Taverny (Val-d'Oise) avec Charles Albert Désiré Gaullier (Baccon (Loiret) 1842 - Paris 5e 1917), veuf lui-aussi et ancien notaire. Elle décédera le 4 octobre 1923 à Valenciennes (Nord).
Marié le 25 juillet 1919 à Paris 8e avec Thérèse Bérenger (fille d'Henri Bérenger, un directeur de journaux ambassadeur de France aux États-Unis et délégué à l'ONU), Jean Ris, ce grand blond d'un mètre quatre-vingt cinq aux yeux gris-bleu, deviendra général de division et sera fait, dans l'Ordre national de la Légion d'Honneur, chevalier en 1915, officier en 1927 et commandeur en 1943. Le couple aura deux enfants.
Jean Ris meurt le 2 décembre 1958 au 47 boulevard Garibaldi à Paris 15e.